# Cao Trường Cung
Cao Trường Cung (chữ Hán: 高長恭, 541? – 573) là tướng lãnh, hoàng thân nhà Bắc Tề, mỹ nam nổi tiếng trong lịch sử Trung Quốc. Dân gian thường gọi ông với vương hiệu là Lan Lăng vương (兰陵王).

## Xuất thân
Ông có tên húy là Cao Túc (高肃), tự Trường Cung, tự khác Hiếu Quán, nhưng quen dùng tên tự. Trường Cung là thành viên của hoàng thất nhà Bắc Tề, có nguyên quán ở huyện Điều, quận Bột Hải . Ông là cháu nội và là con trai của 2 đời quyền thần nhà Đông Ngụy là Cao Hoan và Cao Trừng, là cháu gọi Bắc Tề Văn Tuyên đế Cao Dương bằng chú.
Trường Cung là con trai thứ 3  hoặc thứ 4 của Cao Trừng; trong các anh em, chỉ có mẹ của ông không rõ là ai.
Nhà nghiên cứu Mã Trung Lý (马忠理, 1935 – ?) vin vào 2 căn cứ để chỉ ra nguyên nhân sử liệu mâu thuẫn về thứ tự của Trường Cung trong gia đình:
- trường hợp anh em Cao Vĩ, Cao Xước: Vĩ do Hồ hoàng hậu sinh ra chậm hơn Xước do Lý phu nhân sanh ra 2 canh giờ, nhưng nhờ thân phận của mẹ mà Vĩ trở thành trưởng tử, còn Xước phải chịu biếm làm thứ tử.[5]
- mẹ của Trường Cung nhiều khả năng có thân phận hèn kém (nên không ghi lại danh tính), trong khi người anh trai (hoặc em trai) liền kề Cao Hiếu Uyển có mẹ là Văn Tương Kính hoàng hậu Nguyên thị, em gái của Đông Ngụy Hiếu Tĩnh đế, chính thất của Cao Trừng. Nhờ thân phận của mẹ, Hiếu Uyển được phong vương vào năm Thiên Bảo đầu tiên (550) thời Văn Tuyên đế, đồng thời với anh cả Cao Hiếu Du, sớm nhất trong các anh em. Trường Cung và anh hai Hiếu Hành được phong vương muộn nhất.

Từ đó Mã Trung Lý mạnh dạn suy đoán: Trường Cung phải là con trai thứ 3 của Cao Trừng, anh trai của Cao Hiếu Uyển và ông cũng được sinh ra vào cùng năm Hưng Hòa thứ 3 (541) thời Hiếu Tĩnh đế với Hiếu Uyển.

## Sự nghiệp
Năm Thiên Bảo thứ 8 (557), Trường Cung bắt đầu được nhận quan chức, làm Thông trực tán kỵ thị lang. Năm thứ 9 (558), Trường Cung được phong tước Lạc Thành huyện Khai quốc công, thực ấp 800 hộ. Năm thứ 10 (559), Trường Cung được trừ làm Nghi đồng tam tư. Cùng năm, Trường Cung được tiến quan Thượng nghi đồng tam tư, giữ bản quan làm Hành Tứ Châu sự.
Năm Càn Minh đầu tiên (560) thời Phế đế, Trường Cung được trừ làm Lĩnh tả hữu đại tướng quân, tăng ấp 1000 hộ. Tháng 3 ÂL năm ấy, Trường Cung được phong tước Lan Lăng vương.
Năm Hoàng Kiến đầu tiên (561) thời Hiếu Chiêu đế, Trường Cung được tăng ấp kể cả trước đó là 1500 hộ, chuyển làm Trung lĩnh quân, gia quan Khai phủ nghi đồng tam tư.
Vũ Thành đế lên ngôi, Trường Cung được trừ làm Sứ trì tiết, Đô đốc Tịnh Châu chư quân sự, Tịnh Châu thứ sử, còn gia quan như cũ.
Năm Hà Thanh đầu tiên (562), Trường Cung được riêng phong Cự Lộc quận Khai quốc công, thực ấp 1000 hộ, tiến làm Lĩnh quân tướng quân.  
Năm thứ 3 (563), liên quân Bắc Chu – Đột Quyết tấn công Tấn Dương, Trường Cung dốc sức tham gia chiến đấu. Quân Tề dưới sự chỉ huy của Tịnh Châu thứ sử, Bình Nguyên vương Đoàn Thiều giành được thắng lợi.
Tháng 11 ÂL năm thứ 3 (564), quân Bắc Chu tiến đánh Lạc Dương. Tháng 12 ÂL, Trường Cung cùng Đại tướng quân Hộc Luật Quang đi trước cứu viện, đóng trại ở Mang Sơn, e ngại quân Chu cường thịnh, chưa dám tiến quân. Đoàn Thiều từ Tấn Dương đến hội quân, cùng chư tướng lên núi quan sát tình thế. Quân Tề đến Thái Hòa cốc thì gặp quân Chu, bèn kết trận để đợi; Đoàn Thiều nắm tả quân, Trường Cung nắm trung quân, Hộc Luật Quang nắm hữu quân. Trường Cung đem 500 kỵ binh xông vào quân Chu, đến dưới thành Kim Dung. Người Tề trên thành không nhận ra, Trường Cung phải cởi mũ trụ cho thấy mặt, họ mới phái lính bắn nỏ yểm hộ ông. Kết quả quân Tề đại thắng, binh sĩ làm bài ca dao tán tụng Trường Cung, về sau gọi là Lan Lăng vương nhập trận khúc. Tháng 12 ÂL cùng năm, Trường Cung được làm Thượng thư lệnh.
Năm Thiên Thống thứ 2 (566) thời Hậu Chủ, Trường Cung được làm Ti Châu mục. Năm thứ 3 (567), Trường Cung được ra làm Sứ trì tiết, Đô đốc Thanh Châu chư quân sự, Thanh Châu thứ sử. Năm thứ 5 (569), Trường Cung được chuyển làm Doanh Châu thứ sử, tại đây ông nhiều lần nhận hối lộ, chịu miễn quan. Tháng 12 ÂL cùng năm, Trường Cung được giữ quan Khai phủ nghi đồng tam tư, trở lại làm Thượng thư lệnh. Tháng 7 ÂL năm Vũ Bình đầu tiên (570), Trường Cung được đổi làm Lục thượng thư sự. Tháng 2 ÂL năm thứ 2 (571), Trường Cung được làm Thái úy.
Trong tháng ấy, Tề quốc công Vũ Văn Hiến của Bắc Chu vượt Hoàng Hà xâm phạm, Hộc Luật Quang lui về giữ Hoa Cốc. Triều đình khiến Trường Cung cùng Đoàn Thiều hội quân với Quang ngăn chặn quân Chu. Quân Tề tiến chiếm Bách Cốc, sau đó đôi bên rơi vào thế giằng co. Tháng 6 ÂL, quân Chu chiếm được thành ngoài Định Dương, bao vây thành trong. Đoàn Thiều bệnh nặng, trao quyền chỉ huy  và bày kế cho Trường Cung. Theo kế của Thiều, Trường Cung mai phục và bắt trọn quân Chu trong thành phá vây chạy ra. Quân Tề thừa thắng chiếm lấy Phần Châu và thành Diêu Tương.
Tháng 8 ÂL năm thứ 3 (572), Trường Cung được làm Đại tư mã. Tháng 4 ÂL năm thứ 4 (573), Trường Cung được làm Thái bảo, Đại tướng quân, Định Châu thứ sử. Trong thời gian này, xét công lao trước sau, Trường Cung được riêng phong quận công của các nơi Cự Lộc, Trường Lạc, Lạc Bình, Cao Dương.

## Cái chết
Sau chiến thắng Mang Sơn, Hậu Chủ hỏi Trường Cung rằng: "Vào trận quá sâu, chẳng may gặp chuyện, hối hận sao kịp?" Trường Cung đáp: "Việc nhà quan hệ mật thiết, chẳng nghĩ mà làm rồi." Hậu Chủ nghe Trường Cung nhắc đến việc nhà, đâm ra nghi kỵ. Đến trận Định Dương, bộ thuộc của Trường Cung là Úy Tương Nguyện hỏi: "Vương nhận sự ủy thác của triều đình, sao lại trở nên tham lam tàn nhẫn như vậy?" (chỉ việc nhận hối lộ ở Doanh Châu) Trường Cung chưa đáp. Tương Nguyện nói: "Há chẳng phải vì đại thắng Mang Sơn, sợ oai võ gây nghi kỵ, nên tự bêu xấu mình ru?" Trường Cung đáp: "Phải." Tương Nguyện nói: "Triều đình nếu nghi kỵ vương, vin vào tội này để trừng phạt, cầu phúc ngược lại còn nhanh chóng gặp vạ." Trường Cung rơi nước mắt, quỳ xuống hỏi kế an thân. Tương Nguyện nói: "Vương trước đã có công, nay lại báo tiệp, tiếng tăm quá lớn, nên xưng bệnh ở nhà, tránh dự vào chính sự nữa." Trường Cung lấy làm phải, nhưng chưa thể lui được. Đến khi Giang Hoài có chiến sự, Trường Cung sợ lại được làm tướng, than rằng: "Năm ngoái mặt ta bị sưng, nay sao không tái phát?" Từ ấy Trường Cung có bệnh thì không chịu chữa trị.
Tháng 5 ÂL năm Vũ Bình thứ 4 (573), Hậu Chủ sai Từ Chi Phạm đưa rượu độc đến cho Trường Cung; ông nói với vương phi Trịnh thị rằng: "Ta trung thành phụng sự bề trên, có tội gì với trời mà nhận rượu độc thế này?" Trịnh thị hỏi: "Sao không xin gặp thiên tử?" Trường Cung nói: "Thiên tử còn có thể gặp hay sao?" Rồi uống rượu độc mà mất.
Triều đình truy tặng Trường Cung làm Giả hoàng việt, Sứ trì tiết, Tịnh, Thanh, Doanh, Tứ, Định 5 châu chư quân sự, Lục thượng thư sự, Thái sư, Thái úy công, Tịnh Châu thứ sử, thụy là Trung Vũ.  Tháng 5 ÂL năm thứ 5 (574), Trường Cung được chôn cất ở phía tây bắc, cách Nghiệp Thành 15 dặm.

## Tính cách
Trường Cung có vẻ ngoài hiền lành, nhưng nội tâm mạnh mẽ, còn có giọng nói hay và dung mạo đẹp. Tương truyền dung mạo của Trường Cung trắng đẹp như phụ nữ, tự hiềm không đủ để ra oai với địch, nên khắc gỗ làm mặt nạ, mỗi khi ra trận thì đeo lên.
Các vương nhà Bắc Tề tuyển chọn quan viên vương quốc và phụ tá mạc phủ, phần nhiều lấy con em nhà buôn giàu có, những thiếu niên làm việc thả ưng dắt chó, chỉ có bọn Tương Thành vương Cao Dục (con trai thứ 8 của Cao Hoan), Quảng Ninh vương Cao Hiếu Hành và Trường Cung mời gọi nhiều kẻ sĩ có tài năng văn học và kiến thức hơn người, nên được đương thời khen ngợi.
Trường Cung làm tướng, siêng năng với cả những việc vặt. Mỗi khi Trường Cung có món ngon, dù chỉ là vài quả dưa, ắt cũng chia cho tướng sĩ. Khi xưa ở Doanh Châu, Hành tham quân Dương Sĩ Thâm phơi bày tang chứng, khiến Trường Cung chịu miễn quan. Đến trận Định Dương, Sĩ Thâm ở trong quân, sợ gặp vạ. Trường Cung nghe được thì nói: "Ta vốn không có ý này." Rồi tìm lỗi nhỏ, phạt đòn Sĩ Thâm 20 trượng, để ông ta yên lòng.
Từng có lần Trường Cung vào triều, khi trở ra thì kẻ hầu tan mất cả, chỉ còn 1 người. Trường Cung một mình quay về, không khiển trách ai. Vũ Thành đế thưởng công trận Mang Sơn, mệnh cho nhà buôn mua cho Trường Cung 20 người thiếp, ông chỉ nhận một.
Trường Cung cho vay đến ngàn vàng, trước khi mất đem giấy nợ ra đốt sạch.

## Lan Lăng vương nhập trận khúc
Lan Lăng vương nhập trận khúc (兰陵王入阵曲) còn có tên Đại Diện (大面, tạm dịch: mặt nạ) là bài ca múa được người Bắc Tề sáng tác để ca tụng Trường Cung sau đại thắng Mang Sơn. Điệu múa mô phỏng tư thế chỉ huy tác chiến và dùng vũ khí đâm chết kẻ địch của Trường Cung.
Đời Tùy, vũ khúc được đưa vào cung đình,, tức là dùng nữ vũ công thay vì nam. Đến trung kỳ đời Đường, vũ khúc dần dần trở nên vui vẻ hơn, bỏ đi sắc thái mạnh mẽ, tức là "nhuyễn vũ". Do bị Đường Huyền Tông loại khỏi lễ nhạc và đưa vào giáo phường trong cung, vũ khúc bắt đầu du nhập vào dân gian. Đời Nam Tống, vũ khúc kết hợp với làn điệu Nhạc phủ, gọi là Lan Lăng vương mạn (兰陵王慢). Như vậy vũ khúc đã hoàn toàn mất đi hình thái ban đầu, có thể nói là đã thất truyền ở Trung Quốc.
May mắn thay, Lan Lăng vương nhập trận khúc truyền sang Nhật Bản vào đời Đường. Vũ khúc được nữ Thiên hoàng Kōken thời kỳ Nara rất yêu thích, trở nên phổ biến trong dân gian. Nhờ đó, vũ khúc trở thành 1 phần trong nhã nhạc Nhật Bản, thường gọi là Lăng vương, đến này vẫn còn giữ nguyên giá trị. Năm 1986, huyện Từ, thành phố Hàm Đan thông qua chuyên gia Nhật Bản tìm cách phục hồi vũ khúc này. Ngày 5 đến 7/9/1992, thành phố Hàm Đan mời đoàn nhã nhạc Nhật Bản sang biểu diễn Lan Lăng vương nhập trận khúc trước mộ Cao Trường Cung (mộ gió, nơi tìm được bia).

## Bia và văn bia
Bia mộ của Trường Cung được Tri Từ Châu  Bùi Mẫn Trung đào ra vào năm Quang Tự thứ 20 (1894). Bia được điêu khác bằng đá xanh, cao 4,1 m.
Mặt trước của bia ở đầu có 16 chữ triện lớn, chia làm 4 hàng: "Tề cố Giả Hoàng việt Thái sư Thái úy công Lan Lăng Trung Vũ vương bi"; bên dưới có 18 hàng x 36 chữ lệ. Mặt sau bia ở đầu có bài thơ ngũ ngôn do em trai thứ 5 của Trường Cung là An Đức vương Cao Diên Tông làm ra; ở dưới có 26 hàng x 52 chữ, nhưng bị phong hóa mất 16 chữ.
Năm 1988, bia được công nhận là văn vật bảo hộ trọng điểm cấp quốc gia.